# 14.ª etapa da Volta a Espanha de 2022
A 14.ª etapa da Volta a Espanha de 2022 teve lugar a 3 de setembro de 2022 entre Montoro e Serra de la Pandera sobre um percurso de 160,3 km. O vencedor foi o equatoriano Richard Carapaz do Ineos Grenadiers e o belga Remco Evenepoel conseguiu manter a liderança.

## Classificação da etapa
| Montoro - Sierra de la Pandera | alta montanha | (160,3 km) |

| \| Classificação por etapas \| Classificação por etapas \| Classificação por etapas \| Classificação por etapas \| Classificação por etapas \| \| Ciclista \| Ciclista \| Equipe \| Tempo \| \| \| ------------------------ \| ------------------------ \| ------------------------ \| ------------------------ \| ------------------------ \| \| 1. \| Richard Carapaz \| Ineos Grenadiers \| 4h09m27s \| \| \| 2. \| Miguel Ángel López \| Astana Qazaqstan Team \| + 8s \| \| \| 3. \| Primož Roglič \| Jumbo-Visma \| + 8s \| \| \| 4. \| João Almeida \| UAE Team Emirates \| + 27s \| \| \| 5. \| Carlos Rodríguez \| Ineos Grenadiers \| + 36s \| \| \| 6. \| Enric Mas \| Movistar Team \| + 36s \| \| \| 7. \| Thymen Arensman \| Team DSM \| + 51s \| \| \| 8. \| Remco Evenepoel \| Quick-Step Alpha Vinyl \| + 56s \| \| \| 9. \| Juan Ayuso \| UAE Team Emirates \| + 56s \| \| \| 10. \| Wilco Kelderman \| Bora-Hansgrohe \| + 1m24s \| \| |                    |                        |          |
| |                    |                        |          |
| Fonte: ProCyclingStats |                    |                        |          |
| Classificação por etapas |                    |                        |          |
| Ciclista | Ciclista           | Equipe                 | Tempo    |
| 1. | Richard Carapaz    | Ineos Grenadiers       | 4h09m27s |
| 2. | Miguel Ángel López | Astana Qazaqstan Team  | + 8s     |
| 3. | Primož Roglič      | Jumbo-Visma            | + 8s     |
| 4. | João Almeida       | UAE Team Emirates      | + 27s    |
| 5. | Carlos Rodríguez   | Ineos Grenadiers       | + 36s    |
| 6. | Enric Mas          | Movistar Team          | + 36s    |
| 7. | Thymen Arensman    | Team DSM               | + 51s    |
| 8. | Remco Evenepoel    | Quick-Step Alpha Vinyl | + 56s    |
| 9. | Juan Ayuso         | UAE Team Emirates      | + 56s    |
| 10. | Wilco Kelderman    | Bora-Hansgrohe         | + 1m24s  |

## Classificações ao final da etapa

### Classificação geral
| \| Classificação geral \| Classificação geral \| Classificação geral \| Classificação geral \| Classificação geral \| \| Ciclista \| Ciclista \| Equipe \| Tempo \| \| \| ------------------- \| ------------------- \| ---------------------- \| ------------------- \| ------------------- \| \| 1. \| Remco Evenepoel \| Quick-Step Alpha Vinyl \| 52h21m33s \| \| \| 2. \| Primož Roglič \| Jumbo-Visma \| + 1m49s \| \| \| 3. \| Enric Mas \| Movistar Team \| + 2m43s \| \| \| 4. \| Carlos Rodríguez \| Ineos Grenadiers \| + 3m46s \| \| \| 5. \| Juan Ayuso \| UAE Team Emirates \| + 4m53s \| \| \| 6. \| Miguel Ángel López \| Astana Qazaqstan Team \| + 6m02s \| \| \| 7. \| João Almeida \| UAE Team Emirates \| + 6m49s \| \| \| 8. \| Wilco Kelderman \| Bora-Hansgrohe \| + 6m56s \| \| \| 9. \| Tao Geoghegan Hart \| Ineos Grenadiers \| + 8m49s \| \| \| 10. \| Ben O'Connor \| AG2R Citroën Team \| + 9m12s \| \| |                    |                        |           |
| |                    |                        |           |
| Fonte: ProCyclingStats |                    |                        |           |
| Classificação geral |                    |                        |           |
| Ciclista | Ciclista           | Equipe                 | Tempo     |
| 1. | Remco Evenepoel    | Quick-Step Alpha Vinyl | 52h21m33s |
| 2. | Primož Roglič      | Jumbo-Visma            | + 1m49s   |
| 3. | Enric Mas          | Movistar Team          | + 2m43s   |
| 4. | Carlos Rodríguez   | Ineos Grenadiers       | + 3m46s   |
| 5. | Juan Ayuso         | UAE Team Emirates      | + 4m53s   |
| 6. | Miguel Ángel López | Astana Qazaqstan Team  | + 6m02s   |
| 7. | João Almeida       | UAE Team Emirates      | + 6m49s   |
| 8. | Wilco Kelderman    | Bora-Hansgrohe         | + 6m56s   |
| 9. | Tao Geoghegan Hart | Ineos Grenadiers       | + 8m49s   |
| 10. | Ben O'Connor       | AG2R Citroën Team      | + 9m12s   |

### Classificação por pontos
| Classificação por pontos | Classificação por pontos | Classificação por pontos | Classificação por pontos | Classificação por pontos |
| Ciclista                 | Ciclista                 | Equipe                   | Pontos                   |                          |
| ------------------------ | ------------------------ | ------------------------ | ------------------------ | ------------------------ |
| 1.                       | Mads Pedersen            | Trek-Segafredo           | 267 pts                  |                          |
| 2.                       | Primož Roglič            | Jumbo-Visma              | 96 pts                   |                          |
| 3.                       | Marc Soler               | UAE Team Emirates        | 96 pts                   |                          |
| 4.                       | Fred Wright              | Bahrain Victorious       | 96 pts                   |                          |
| 5.                       | Remco Evenepoel          | Quick-Step Alpha Vinyl   | 94 pts                   |                          |
| 6.                       | Samuele Battistella      | Astana Qazaqstan Team    | 91 pts                   |                          |
| 7.                       | Enric Mas                | Movistar Team            | 71 pts                   |                          |
| 8.                       | Kaden Groves             | BikeExchange-Jayco       | 60 pts                   |                          |
| 9.                       | Pascal Ackermann         | UAE Team Emirates        | 56 pts                   |                          |
| 10.                      | Tim Merlier              | Alpecin-Deceuninck       | 56 pts                   |                          |

### Classificação da montanha
| Classificação da montanha | Classificação da montanha | Classificação da montanha          | Classificação da montanha | Classificação da montanha |
| Ciclista                  | Ciclista                  | Equipe                             | Pontos                    |                           |
| ------------------------- | ------------------------- | ---------------------------------- | ------------------------- | ------------------------- |
| 1.                        | Jay Vine                  | Alpecin-Deceuninck                 | 40 pts                    |                           |
| 2.                        | Richard Carapaz           | Ineos Grenadiers                   | 26 pts                    |                           |
| 3.                        | Robert Stannard           | Alpecin-Deceuninck                 | 21 pts                    |                           |
| 4.                        | Marc Soler                | UAE Team Emirates                  | 20 pts                    |                           |
| 5.                        | Jimmy Janssens            | Alpecin-Deceuninck                 | 17 pts                    |                           |
| 6.                        | Thibaut Pinot             | Groupama-FDJ                       | 12 pts                    |                           |
| 7.                        | Rubén Fernández           | Cofidis                            | 11 pts                    |                           |
| 8.                        | Louis Meintjes            | Intermarché-Wanty-Gobert Matériaux | 10 pts                    |                           |
| 9.                        | Jesús Herrada             | Cofidis                            | 10 pts                    |                           |
| 10.                       | Remco Evenepoel           | Quick-Step Alpha Vinyl             | 9 pts                     |                           |

### Classificação dos jovens
| Classificação dos jovens | Classificação dos jovens | Classificação dos jovens | Classificação dos jovens | Classificação dos jovens |
| Ciclista                 | Ciclista                 | Equipe                   | Tempo                    |                          |
| ------------------------ | ------------------------ | ------------------------ | ------------------------ | ------------------------ |
| 1.                       | Remco Evenepoel          | Quick-Step Alpha Vinyl   | 52h21m33s                |                          |
| 2.                       | Carlos Rodríguez         | Ineos Grenadiers         | + 3m46s                  |                          |
| 3.                       | Juan Ayuso               | UAE Team Emirates        | + 4m53s                  |                          |
| 4.                       | João Almeida             | UAE Team Emirates        | + 6m49s                  |                          |
| 5.                       | Thymen Arensman          | Team DSM                 | + 9m14s                  |                          |
| 6.                       | Sergio Higuita           | Bora-Hansgrohe           | + 34m04s                 |                          |
| 7.                       | José Félix Parra         | Equipo Kern Pharma       | + 34m32s                 |                          |
| 8.                       | Gino Mäder               | Bahrain Victorious       | + 41m18s                 |                          |
| 9.                       | Clément Champoussin      | AG2R Citroën Team        | + 41m31s                 |                          |
| 10.                      | Edoardo Zambanini        | Bahrain Victorious       | + 50m09s                 |                          |

### Classificação por equipas
| Classificação por equipes | Classificação por equipes          | Classificação por equipes | Classificação por equipes |
| Equipe                    | Equipe                             | Tempo                     |                           |
| ------------------------- | ---------------------------------- | ------------------------- | ------------------------- |
| 1.                        | UAE Team Emirates                  | 156h18m52s                |                           |
| 2.                        | Ineos Grenadiers                   | + 4m46s                   |                           |
| 3.                        | Astana Qazaqstan Team              | + 34m23s                  |                           |
| 4.                        | Bora-Hansgrohe                     | + 35m08s                  |                           |
| 5.                        | Intermarché-Wanty-Gobert Matériaux | + 40m13s                  |                           |
| 6.                        | Movistar Team                      | + 40m52s                  |                           |
| 7.                        | Bahrain Victorious                 | + 43m19s                  |                           |
| 8.                        | EF Education-EasyPost              | + 44m45s                  |                           |
| 9.                        | Jumbo-Visma                        | + 1h02m51s                |                           |
| 10.                       | Burgos-BH                          | + 1h32m26s                |                           |

## Abandonos
Kelland O'Brien não completou a etapa.